# TOKYO LOGIC
株式会社TOKYO LOGIC（トーキョーロジック）は、日本の音楽事務所である。

## 概要
- LOiDレーベル[2]が元となり2012年4月に設立された[3]。
- アニメやアーティストの音楽制作、ゲームのBGM制作[4]、舞台音楽の制作[5]等を行っている。
- 代表である村田裕作はA&Rやプロデューサー等としても活動し、ヒゲドライVANのギターも務めている[6][7]。
- 所属クリエイターにはシンガーソングライターをはじめとするアーティストを兼ねている者が多い[8][9]。
- また、音楽レーベルも運営している。現在確認できるのはTOKYO LOGIC、TOKYO LOGIC MUSIC、MOtOLOiD[10][11]、toomidol[12]の4レーベル。
- イベント制作を行っている[13]。
- 2018年ヘアメイク事業部設立[14]
- 2023年音楽スクールTOKYO LOGIC ACADEMY開設[15]
- 2024年TOKYO LOGIC UNDERGROUND(自社スタジオ)稼働[16]
- 2025年ヒゲドライバーの作品を基にしたゲームソフト「HIGEDIUS」を発売し、ゲーム制作を開始[17]

## 所属クリエイター、アーティスト等
- ヒゲドライバー
- baker
- emon(Tes.)
- カラスヤサボウ（烏屋茶房）
- Heart's Cry - Powerless、ヒゲドライバー、baker、ゆよゆっぺによるクリエイターユニット[18]。
- Powerless　(無力P/五十嵐 聡)[19]
- ヒゲドライVAN
- 風雅なおと
- やいり
- yasushi
- YASUHIRO(康寛)
- アオワイファイ
- Len
- 中村さんそ
- Mr.Asyu
- 篠崎あやと（Massive New Krew）※BUISINESS PARTNERSHIP
- 橘亮祐（Massive New Krew）※BUISINESS PARTNERSHIP

## 所属エンジニア
- 田本雅浩
- 石川富章

## レーベル所属
- 空野青空

## 過去の所属クリエイター、アーティスト
- マチゲリータ - 以前は公式サイトに所属の記載があったが、現在は消滅している[20]。
- ゆよゆっぱ - マチゲリータと同じく、現在公式サイトに所属の記載がない[20]。
- ゆよゆっぺ（DJ'TEKINA//SOMETHING） - 2020年7月30日をもってマネジメント契約を解消しフリーランスとなったが[21]、以降もエージェントクリエイターとして関係が継続している[20]。